# Handen i fickan fast jag bryr mig
Handen i fickan fast jag bryr mig är Veronica Maggios fjärde musikalbum, utkommet den 4 oktober 2013 på skivbolaget Universal. Albumet är producerat av Maggio i samarbete med Salem Al Fakir, Magnus Lidehäll och Vincent Pontare. Alla fyra står också som låtskrivare för nio av tio ordinarie albumlåtar; undantaget är "Trädgården en fredag" som krediteras Maggio, Walz, Stefan Olsson och Pontare.

## Skivfakta
På den digitala nedladdningsversion via Itunes är den Maggiokomponerade "Riviera" elfte spår. I strömningsversionen på Spotify är istället den likaledes Maggioskrivna "Mörkt" extraspår. 
Det sista ordinarie spåret på albumet är "I min bil". Den är tydligt inspirerad av "Running up that Hill" av Kate Bush.
Temat hos albumets olika låtar är att hålla uppe fasader. Albumet lanserades ett par månader efter singellåten "Sergels torg", och "Hela huset" är en duett med Håkan Hellström.
Enligt recensenter var Maggios beslut att återigen byta medskribenter till sina albumlåtar ett lyckat val, ett som medförde att hon utvecklades vidare som artist. Musiken på det här albumet är också, enligt Aftonbladets recensent, "stökigare och mindre kontrollerad".

## Låtlista
| 1.  | Sergels torg                           | Maggio, Al Fakir, Lidehäll, Pontare  | Maggio                        | 3:47 |
| 2.  | Jag lovar                              | Maggio, Al Fakir, Lidehäll, Pontare  | Maggio                        | 3:30 |
| 3.  | Hela huset (duett med Håkan Hellström) | Maggio, Al Fakir, Lidehäll, Pontare  | Maggio                        | 3:34 |
| 4.  | Va kvar                                | Maggio, Al Fakir, Lidehäll, Pontare  | Maggio                        | 2:54 |
| 5.  | Låtsas som det regnar                  | Maggio, Al Fakir, Lidehäll, Pontare  | Maggio                        | 3:17 |
| 6.  | Hädanefter                             | Maggio, Al Fakir, Lidehäll, Pontare  | Maggio                        | 3:32 |
| 7.  | Trädgården en fredag                   | Maggio, Walz, Stefan Olsson, Pontare | Maggio, Walz, Olsson, Pontare | 3:10 |
| 8.  | Dallas                                 | Maggio, Al Fakir, Lidehäll, Pontare  | Maggio                        | 3:50 |
| 9.  | Bas gillar hörn                        | Maggio, Al Fakir, Lidehäll, Pontare  | Maggio                        | 3:42 |
| 10. | I min bil                              | Maggio, Al Fakir, Lidehäll, Pontare  | Maggio                        | 3:34 |

| 11. | Riviera |  | Maggio | 3:03 |

| 11. | Mörkt |  | Maggio | 4:19 |

## Listplaceringar
| Lista (2013)        | Topplacering |
| ------------------- | ------------ |
| Norska albumlistan  | 2            |
| Svenska albumlistan | 1            |
| Finska albumlistan  | 32           |